# Mack Lee Hill
Mack Lee Hill (Quincy, 17 agosto 1940 – Kansas City, 14 dicembre 1965) è stato un giocatore di football americano statunitense che ha militato nel ruolo di running back nella American Football League (AFL).

## Carriera
Nato e cresciuto a Quincy, Florida, Hill entrò nel roster dei Kansas City Chiefs nel 1964 come rookie free agent dalla Southern University a New Orleans, firmando per soli 300 dollari e con l'accordo che sarebbe stato pagato solo se avesse giocato. Finì con l'essere il secondo miglior corridore della squadra con 567 yard e 4 touchdown su 105 possessi, venendo convocato per l'All-Star Game. L'anno seguente guadagnò 627 yard, secondo nella squadra, anche se non giocò la stagione completa a causa di un intervento chirurgico al ginocchio dopo il quale morì. Il suo soprannome era "The Truck", "il camion".

## Morte
Hill si ruppe il legamento del ginocchio destro nella penultima gara della stagione contro i Buffalo Bills il 12 dicembre, costringendolo a un'operazione chirurgica al Menorah Medical Center a Kansas City. Era ancora sul lettino dell'operazione quando la sua temperatura schizzò a 42 °C, portando forti convulsioni e morendo mezz'ora dopo l'operazione. I dottori dissero che soffrì di una "improvvisa e forte embolia."
Il capo-allenatore Hank Stram disse: "Mack Lee Hill era un gentiluomo e un grande giocatore di football. È stato probabilmente il giocatore meno egoista che abbia mai allenato. Si dedicava completamente alla squadra. Il football era la sua vita".

## Palmarès
- AFL All-Star: 1

1964
- Kansas City Chiefs Hall of Fame
- Numero 36 ritirato dai Kansas City Chiefs